# Вайнас, Панделис
Панделис Вайнас (греч.  Παντελής Βαϊνάς , болг.  Пандо Войнов; 1924 — 12 июня 2008) — греческий коммунист из славяноязычного меньшинства Греции. Командир подразделений  Народно-освободительной армии Греции  (ЭЛАС) и  Демократической армии Греции  (ДСЭ). Деятель Коммунистической партии Греции (ГКП) в эмиграции (1952—1956). Впоследствии Генерал-майор болгарской армии.

## Семья
Панделис Вайнас родился в 1924 году в славяноязычном (болгароязычном) селе Сребрено (с 1926 года Аспрогия) западно-македонского  нома Флорина.
В годы Борьбы за Македонию жители села, в своём большинстве, остались верными Константинопольскому патриархату, за что именовались сторонниками Болгарского экзархата неологизмом грекомане.
Отец Панделиса, Григориос Вайнас (Григор Войнов, 1868—1970) был известным македономахом, т.е борцом за воссоединение Македонии с Грецией.
Соратники-македономахи именовали отца Орлом, болгары Гарчо, а османы Чёрным дьяволом.

## Сопротивление
С началом тройной, германо-итало-болгарской, оккупации Греции, Вайнас примкнул к, руководимому компартией Греции  Национально-освободительному фронту (ЭАМ).
Летом 1943 года, в возрасте 18 лет, вступил в  Народно-освободительную армию Греции (ЭЛАС) и действовал в  Западной Македонии. Отличился в боях, был отмечен командованием и был послан на учёбу в партизанскую офицерскую школу ЭЛАС, созданную на освобождённой территории в Рендине, Эвритания. Окончил школу в начале 1944 года. В качестве офицера принял участие в операциях ЭЛАС в горах Верно (Вици) и Каймакчалан.
К концу войны ЭАМ создал Славяномакедонский народно-освободительный фронт (СНОФ), с тем чтобы вырвать славяноязычное меньшинство из под влияния, созданной болгарскими офицерами, при поддержке оккупационных властей, организации «Охрана», В силу этого, формирование отдельной организации славофонов, под прямым руководством КПГ и ЭЛАС получило поддержку коммунистов Югославии.
Вайнас был задействован в отторжении сотен человек из меньшинства из под влияния «Охраны» и мобилизации их в ЭЛАС.
В силу этого, в очередной раз, он сам и его семья, именовались болгарской пропагандой «грекоманами».
Будучи сыном македономаха, Вайнас полностью отождествлял себя с политической линией ЭАМ, о равноправии славяноязычного меньшинства в рамках греческого государства.
Когда в двух батальонах СНОФ (батальоны Гоче и Пейова), под влиянием зарождавшейся в тот период титовского  вдохновения идеологемы  македонизма, стали проявляться автономистские тенденции, Вайнас принял участие в разоружении этих батальонов, один из которых успел уйти на территорию Югославии.

## Гражданская война
Вайнас вступил в Коммунистическую партию Греции (КПГ) и после освобождения страны стал членом партийного Бюро Западной Македонии.
Перед выборами 1946 года был арестован.
С началом Гражданской войны (1946—1949) стал одним из первых партизан Демократической армии Греции (ДСЭ), и возглавил партизанский отряд в горах Верно (Вици).
В июне 1947 года в бою у села Василиада (Загоричани) был серьёзно ранен (в области сердца).
После выздоровления стал командиром батальона. В апреле 1948 года принял участие в неудачной, но без потерь для атакующих, операции по занятию города Гревена.
Впоследствии был назначен командиром XVIII бригады ДАГ, и возглавил её легендарный рейд в горах Аскио (Синяцико −9.10-12.12.1948), Вуринос, Войо и Верно (Вици).
Одновременно он разработал и осуществил операцию по занятию лагеря королевской армии в Эратира Козани, с целью обеспечения боеприпасами и снабжением.
Впоследствии, кратковременно, занял город Птолемаис, отбил у королевской армии высоту 2128 в горах Вици, отразил рейд королевского спецназа (ΛΟΚ) в Кула-Плати, кратковременно занял город Сьятиста и, в начале следующего года (12 января 1949 года), город Наусу.
Декретом Временного демократического правительства от 26 ноября 1948 года получил звание полковника ДАГ
Оценив заслуги Вайнаса в качестве командира XIII бригады, командование ДАГ наградило его 25 апреля 1949 года орденом «За военные заслуги Первой степени». На тот момент только 2 офицера ДАГ были награждены этим орденом.
В феврале 1949 года Вайнас, в звании полковника, был назначен комдивом XI дивизии ДАГ, вместо убитого генерал-майора Н. Теохаропулоса:867.
Некоторые источники утверждают, что он получил звание генерал-майора ДАГ.

## В эмиграции
После поражения Демократической армии в августе 1949 года, Панделис Вайнас, вместе с тысячами других бойцов ДАГ нашёл убежище в социалистических странах Восточной Европы.
Первоначально он обосновался в Ташкенте.
С 1950 года и на протяжении 3 лет Вайнас был среди 10 высших офицеров ДАГ, учившихся в  Военной академии имени Фрунзе:932 в Москве.
Одновременно, в Москве, он окончил Высшую партийную школу при ЦК КПСС.
В 1953 году он был избран кандидатом в члены ЦК КПГ, после чего обосновался в Бухаресте, где партия организовала свой аппарат в эмиграции.
На Вайнаса была возложена работа среди политических эмигрантов из славяноязычного меньшинства, в рамках созданной КПГ в странах Востοчной Европы организации «Илинден».
Однако болгарские источники утверждают, что в последние годы своей жизни в Болгарии, сам Вайнас отрицал, что занимал должность в этой организации.
Как следствие поражения в Гражданской войне, внутрипартийная борьба приняла острый характер.
Генсек компартии, Никос Захариадис, послал Вайнаса в Ташкент, изучить обстановку на месте.
На основании доклада Фокаса-Вайнаса, Захариадис приступил к кооптации, в партийной организации в Ташкенте, что привело к столкновениям между политическими эмигрантами.
На 6-пленуме КПГ 1956 года, который лишил Захариадиса должности генсека, Вайнас встал перед самой большой дилеммой своей жизни: с генсеком или с боевыми товарищами, такими как Х. Флоракис.
Вайнас предпочёл молчание. Он попросил разрешение переехать в Болгарию, куда переселился в 1958 году. Он поступил на службу в болгарскую армию.
Преподавал и руководил факультетом в  Военной академии Г. С. Раковски, получил звание генерал-майора.
Этот шаг, принятие иностранного гражданства и служба в иностранной армии, лишил его в дальнейшем права возвращения на родину. Сам Вайнас объяснял этот шаг, своим коммунистическим интернационализмом — службой в армии страны, где у власти находились коммунисты.
Панделис Вайнас был верным коммунистом, преданным Коммунистической партии Греции.
Ему были чужды стремления компартии Югославии и культивируемый ею македонизм.
Несмотря на то что последние десятилетия своей жизни он прожил в Болгарии, он оставался привязанным к греческой национальной общине.
Исследователь Костас Алексиу встретился в Вайнасом в Софии в 1996 году. Вайас был уже в отставке и его финансовое положение было плачевным. Ещё хуже было его моральное состояние. Социалистический строй пал и Вайнаса занимали мысли, что пошло не так.
Однако он отказался обсуждать внутрипартийные вопросы компартии Греции — «всё что я хотел сказать, я сказал в партии».
Продолжая свои исследования, Алексиу обнаружил болгарский документальный фильм, посвящённый Гражданской войне в Греции, где отвечая на вопрос о своей деятельности, Вайнас заявлял: «Я сделал столько, сколько и остальные (греческие коммунисты), ничего более, ничего меньше, с той лишь только разницей, что они, с трудностями или без, умрут на Родине!».
Генерал-майор Панделис Вайнас умер в Софии 12 июня 2008 года.